# Abiant Lycurgus Groningen
Abiant Lycurgus Groningen ist ein niederländischer Volleyballverein aus Groningen. Die erste Männermannschaft spielt in der nationalen Liga und tritt seit einigen Jahren im Europapokal an.

## Geschichte
Der Verein wurde 1952 von Joop van der Veen, Harm Veenhoff und Dick van Mansom gegründet und hatte zunächst auch eine Fußball-Abteilung.
In den 1970er Jahren gelang den Groninger Volleyballern der Aufstieg in die erste Liga. In der Saison 2011/12 erreichten sie erstmals das nationale Playoff-Finale und musste sich Langhenkel Doetinchem geschlagen geben. Im folgenden Jahr erreichte der Vizemeister wieder das Endspiel und verlor es gegen Landstede Zwolle. Das gleiche Duell gab es 2014/15 und wieder wurde Groningen Vizemeister. In der folgenden Saison gewann der Verein das Double. Im Pokalfinale 2016 setzte sich Groningen mit 3:1 gegen Zwolle durch und das Playoff-Finale um die Meisterschaft entschied die Mannschaft mit drei Siegen gegen Orion Doetinchem für sich. In der Saison 2016/17 gelang Groningen in einem erneuten Playoff-Finale gegen Doetinchem die Titelverteidigung in der Meisterschaft.
In der Europapokal-Saison 2017/18 spielte Groningen zunächst in der Champions League. Nach Siegen gegen KV Luboteni Ferizaj aus dem Kosovo schied Abiant Lycurgus in der zweiten Runde gegen den belgischen Vertreter Noliko Maaseik aus. Anschließend nahm die Mannschaft am CEV-Pokal teil. Im Sechzehntelfinale unterlag sie dem deutschen Bundesligisten SWD Powervolleys Düren nach einem Golden Set.

## Spielstätten
Die Heimstätte des Vereins ist das Topsportcentrum Kardinge. Für einige Spiele weicht die Mannschaft auch in das größere Martini Plaza aus.